# Puklice
Puklice (německy Puklitz) jsou obec ležící na Vysočině cca 7 km jihovýchodně od Jihlavy. Skládá se ze tří částí: Puklice, Studénky a Petrovice. Celkem zde žije 896 obyvatel.

## Název
Jméno vesnice bylo odvozeno od osobního jména Pukl (jehož základem bylo sloveso puknúti). Výchozí tvar Puklici původně označoval obyvatele vsi a znamenal "Puklovi lidé". Vývoj jména v písemných pramenech: Pukilwicz (1316), Puklowitz (1327), Puklicz (1356, 1358), Puglicz (1368), v Pukliczich (1581), z Puoklicz (1591), Pucklitz (1678, 1718), Puklitz (1720, 1751, 1798), Puklitz a Puklice (1846, 1872), Puklice (1881), Puklitz a Puklice (1915), Puklice (1924). Židovský název města v hebrejštině zní פוקליץ.

## Historie
První zmínka o existenci Puklic a Petrovic je z roku 1318. Studénky jsou poprvé zmíněny v roce 1360. Obce Puklice a Petrovice byly spravovány biskupským kostelem v Olomouci. Tehdejší král Jan Lucemburský potvrdil v roce 1318 směnu Puklic a Petrovic Janovi z Řečice. Po jeho smrti svěřil král Jan roku 1327 obě vsi Jindřichu z Lipé, jehož rod žil v místním kraj přes sto let. Dalším v pořadí, komu obce náležely byl rod Beránků z Petrovic, kteří v roce 1521 prodali puklické panství rodu Hordarů. Těm bylo panství v době pobělohorské kvůli účasti v odbojích českých stavů proti králi Ferdinandu II. ze tří čtvrtin zkonfiskováno. Po sirotcích Hordarových držel Puklice od roku 1673 Jakub Trümml a pak díky jeho dceři rod Waderbornů.
Roku 1731 zde panoval František Adam Grisl z Grislova, od roku 1749 jeho manželka a od roku 1770 jejich neteř s rodinou. Roku 1807 koupil panství Otto Skrbenský a v roce 1878 ho prodal jeho syn Otto Puklice hraběti Karlu z Blankensteina. Jeho syn Jan postoupil v roce 1892 puklický velkostatek za 141 000 zlatých továrníkovi Miloslavu Peškovi. Posledním majitelem zámku i velkostatku byl od roku 1917 Richard Fischmann, který spravoval panství až do roku 1942, kdy zahynul v koncentračním táboře Osvětim. Zámek poté přešel do státního vlastnictví. V roce 2012 byl zámek navrácen po 20 letech restitučních sporů vnukovi Richarda Fischmanna.
Od roku 1869 pod Puklice spadá vesnice Petrovice, od roku 1921 pak Studénky.

## Přírodní poměry
Puklice leží v okrese Jihlava v Kraji Vysočina. Nachází se 9 km jihovýchodně od Jihlavy, 5 km jihozápadně od Luk nad Jihlavou a 8 km severně od Brtnice. Geomorfologicky je oblast součástí Česko-moravské subprovincie, konkrétně Křižanovské vrchoviny a jejího podcelku Brtnická vrchovina, v jehož rámci spadá pod geomorfologický okrsek Puklická pahorkatina. Průměrná nadmořská výška činí 528 metrů. Nejvyšší bod, Holý vrch (660 m n. m.), leží na západní hranici katastru obce. V severní části stojí Cahův vrch (592 m). V Písecském rybníce pramení Puklický potok, který obcí protéká a poté pokračuje na sever do Petrovic, východním okrajem vede Přísecký potok. Část území přírodní památky Starý Přísecký Rybník zasahuje i do katastru Puklic.

## Obyvatelstvo
Podle sčítání 1930 zde žilo v 146 domech 916 obyvatel. 897 obyvatel se hlásilo k československé národnosti a 15 k německé. Žilo zde 803 římských katolíků, 21 evangelíků, 80 příslušníků Církve československé husitské a 6 židů.
| Rok            | 1869 | 1880 | 1890 | 1900 | 1910 | 1921 | 1930 | 1950 | 1961 | 1970 | 1980 | 1991 | 2001 | 2011 |
| Počet obyvatel | 1131 | 1063 | 1158 | 1167 | 1124 | 1021 | 1130 | 833  | 838  | 786  | 720  | 697  | 732  | 775  |

| Rok            | 1869 | 1880 | 1890 | 1900 | 1910 | 1921 | 1930 | 1950 | 1961 | 1970 | 1980 | 1991 | 2001 | 2011 |
| Počet obyvatel | 861  | 849  | 950  | 965  | 922  | 845  | 916  | 648  | 640  | 609  | 557  | 540  | 575  | 615  |

## Obecní správa a politika

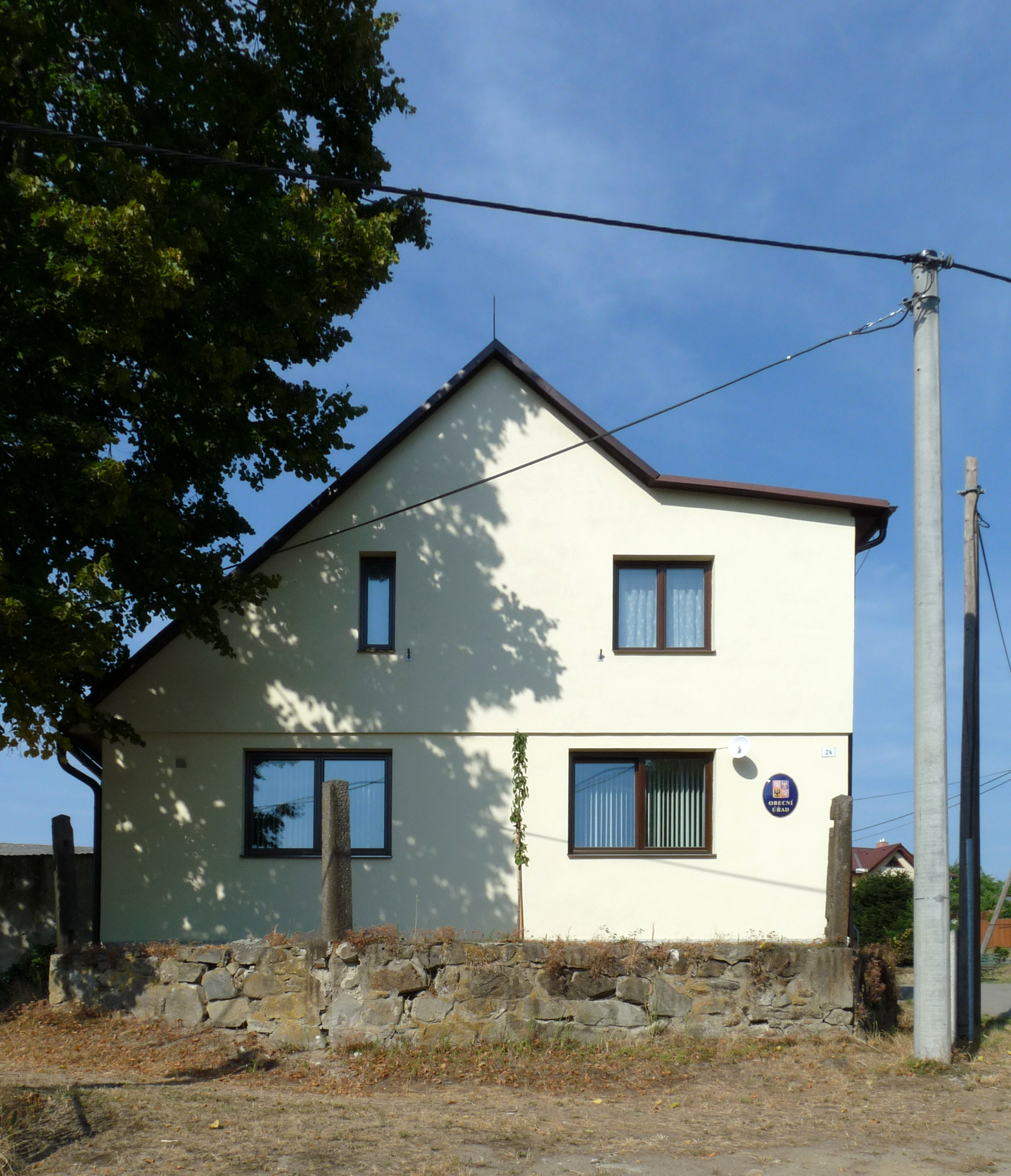
Obecní úřad

### Místní části, členství ve sdruženích
Obec se člení na 3 místní části – Petrovice, Puklice a Studénky, které leží na třech katastrálních území (pojmenovaných „Petrovice u Jihlavy“, „Puklice“ a „Studénky“). Puklice mají čtyři základní sídelní jednotky – Petrovice, Puklice, Studénky a Studénky-u Puklic (na katastrální území Studénky).
Puklice jsou členem Svazku obcí mikroregionu Černé lesy a místní akční skupiny LEADER - Loucko.

### Zastupitelstvo a starosta
Obec má patnáctičlenné zastupitelstvo a pětičlennou radu obce.
| Období    | Voliči | Účast v % | Mandáty | Výsledky | Starosta                                  |
| --------- | ------ | --------- | ------- | --- | ----------------------------------------- |
| 1994–1998 | 539    | 68,46     | 15      | 4 KSČM 3 Sdružení nezávislých kandidátů 2 Sdružení nezávislých kandidátů 1 Nezávislí kandidáti                                                                     | Jaromír Novák (do roku 1995) Ladislav Hos |
| 1998–2002 | 556    | 51,26     | 15      | 3 Sdruž.nezáv.kand.-míst.celkem 2 KSČM 2 Sdruž.nezáv.kand.-míst.celkem                                                                                             | Ladislav Hos                              |
| 2002–2006 | 582    | 68,90     | 15      | 3 TJ Sokol Puklice 3 Zahrádkáři Puklice 3 Občané Studének 2 KDU-ČSL 1 Český svaz chovatelů Puklice 1 Sbor dobrov.hasičů Puklice 1 KSČM 1 Sdružení nezáv.za Puklice | Karel Tůma                                |
| 2006–2010 | 604    | 67,05     | 15      | 7 TJ Sokol Puklice 3 Hasiči Puklice 2 Sdr. nez. za Puklic 1 Nezávislí kandidáti Studénky 1 Český svaz chovatelů 1 Český svaz zahrádkářů                            | Karel Tůma                                |
| 2010–2014 | 625    | 62,72     | 15      | 6 TJ Sokol Puklice 3 Nezávislí Puklice 3 Občané Studének 2 Hasiči Puklice 1 Puklice - Chovatelé                                                                    | Karel Tůma                                |
| 2014–2018 | 640    | 52,50     | 15      | 7 TJ Sokol Puklice 3 Občané Studének 3 Puklice - Chovatelé 2 Puklice - Hasiči                                                                                      | Karel Tůma                                |

### Starostové
- 1849–1858 Otto Skrbenský
- 1858–1902 Jan Neubauer
- 1902–1905 Miloslav Peška
- 1905–1911 Jan Hrdlička
- 1911–1919 Jan Šuhaj
- 1919–1921 Karel Hrdlička
- 1922–1924 František Štejfa
- 1926–1936 František Pouzar
- 1936–1945 Ladislav Mareš
- 1945 Josef Hron
- 1945–1947 Karel Tesař
- 1947–1951 Karel Svoboda
- 1951–1952 Josef Tišl
- 1952–1954 Karel Špendlíček
- 1954–1960 František Vlček
- 1960–1970 Jan Šoller
- 1971–1986 Bohuslav Došek
- 1986–1995 Jaromír Novák
- 1995–2002 Ladislav Hos
- 2002-2018 Karel Tůma
- od 2018 Kateřina Pauzarová

### Místostarostové
- 1945–1946 Jan Šuhaj
- 1946–1951 Karel Vostál
- 1951–1952 Josef Frolda
- 1952–1960 Tomáš Štefl
- 1960–1964 Alois Řezníček
- 1965–1970 Vladimír Pavlík
- 1971–1976 Tomáš Štefl
- 1976–1986 Josef Polák
- 1986–1995 Ladislav Hos
- 1994–1998 Zdeněk Tesař
- 1998–2002 Jaroslav Kumbár
- 2002–2006 Jiří Čírtek
- 2006–2014 Jiří Partl
- 2014-2018 Martin Kříšťál
- od 2018 Lucie Doležalová

### Účetní
- 1960–1962 Slavomíra Loskotová
- 1962–1989 Věra Musilová
- 1989–1995 Darja Vondráková
- od 1995 Dana Václavková

## Hospodářství a doprava
V obci sídlí firmy Pila Bítovčice s.r.o., LIBERA - CZ, s.r.o., INTIMIDEA, s.r.o., MPP KOVOPLAST s.r.o., Natura, a.s., KD - UNI, s.r.o., AGROKOP CZ, a.s., AGRO družstvo vlastníků Puklice, Zemědělské zásobování a nákup v Jihlavě, a.s. a obchod společnosti LAPEK, a.s. Obcí prochází silnice III. třídy č. 4052 do Petrovic, č. 4051 ze Studének do Luk nad Jihlavou, č. 4045 do Střížova a č. 4053 do Příseky. Dopravní obslužnost zajišťují dopravci ICOM transport a TRADO-BUS. Autobusy jezdí ve směrech Jihlava, Kněžice, Předín, Želetava, Brtnice, Dolní Smrčné, Třebíč, Přímělkov, Kamenice, Řehořov, Měřín a Velké Meziříčí. Obcí prochází žlutě značená turistická trasa.

## Kultura, spolky, školství a sport
V obci působí Základní škola a mateřská škola Puklice. V Puklicích také působí mnoho různých spolků. Nejdůležitějšími je místní Sokol a sbor místních hasičů. Kromě těchto spolků zde působí také Myslivecké sdružení, Český zahrádkářský svaz, Český svaz chovatelů a Občanské sdružení KLUB LIDOVÉHO FOLKLÓRU.

### Sbor dobrovolných hasičů Puklice

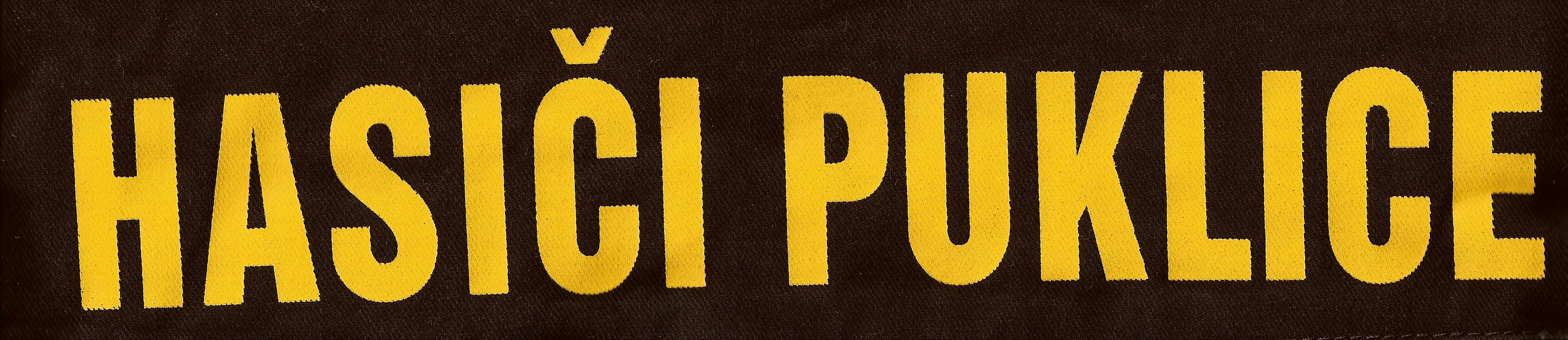
Nápis na uniformách místních hasičů

První ruční hasicí stříkačku zakoupili v obci již roku 1878, ale až po velkém požáru roku 1883 byl založen hasičský sbor. Prvním velitelem byl Jan Kaut. Psal se rok 1912, když za 600 zlatých byla zakoupena další stříkačka. V roce 1928 se za 42 000 Kčs objevil první motorový přístroj na likvidaci požárů. Na jeho zakoupení se konala v Puklicích veřejná sbírka a použily se výtěžky z plesů. Roku 1911 si obec postavila hasičskou zbrojnici, která stála pod starou školou pravděpodobně až do roku 1948. Současná hasičárna je vedle sokolovny.
Hasiči se pravidelně účastní soutěží SDH, okrsek K. Vozába, a to jak muži, tak ženy, které se pravidelně umísťují na stupních vítězů. Už přibyli taky mladí hasiči Puklice.
SDH má asi 70 členů, nejstarším je Josef Kabelka, jenž je členem od roku 1951. Starostou SDH Puklice je v současnosti Zdeněk Pavlíček ml., hospodářem Roman Trnka a preventistou Vlastimil Štumar. Jediný přínos do pokladny je výtěžek z každoročního plesu, který se koná v sále sokolovny. Do rozpočtu přispívá i obecní úřad.

### Sokol Puklice
V roce 1920 se 4 obyvatelé obce zúčastnili cvičitelského kurzu v Jihlavě a o rok později byla založena samostatná tělovýchovná jednota TJ SOKOL PUKLICE. Už v této době se mluvilo o stavbě sokolovny. K tomu však došlo 30. června 1950, kdy sokolovna i s tehdy největším sálem v okolí slavnostně otevřena. Do té doby se přes zimu cvičilo v sálech pohostinství a v zámku. Roku 1984 byla započata rekonstrukce celé budovy, která už byla značně opotřebená. Byla přistavěna i kotelna a kinosál. Celá generální oprava trvala čtyři roky.
Nyní sokolovnu využívá ZŠ Puklice, jejíž žáci sem přes zimu chodí cvičit v rámci tělocviku, ale také samotný Sokol. V zimním období se zde konají tréninky fotbalových mužstev, je tu ping-pong, florbal. Současným starostou Sokolu je Kamil Prchal.
Tabulka aktivit Sokolu
| sport        | kategorie   | soutěž                    |
| fotbal       | muži „A“    | okresní přebor            |
| fotbal       | muži „B“    | III. třída                |
| fotbal       | dorost      | okresní přebor            |
| fotbal       | starší žáci | okresní přebor            |
| fotbal       | přípravko   | okresní přebor            |
| stolní tenis | muži „A“    | okresní přebor, I. třída  |
| stolní tenis | muži „B“    | okresní přebor, I. třída  |
| stolní tenis | muži „C“    | okresní přebor, II. třída |

### Český svaz chovatelů
Vždy o puklické pouti tento spolek pořádá výstavu domácího zvířectva. Na výstavě převažují slepice, holubi a králíci.

### Sbor dobrovolných hasičů Studénky
Ve Studénkách je SDH jediným místním spolkem. Stejně jako SDH Puklice se pravidelně účastní soutěží SDH v okrsku Karla Vozába. (Též jako v Puklicích dosahují lepších výsledků ženy.) Hasiči také pomáhají organizovat různé kulturní akce.
Současným starostou SDH je Kamil Wondrák.

## Pamětihodnosti

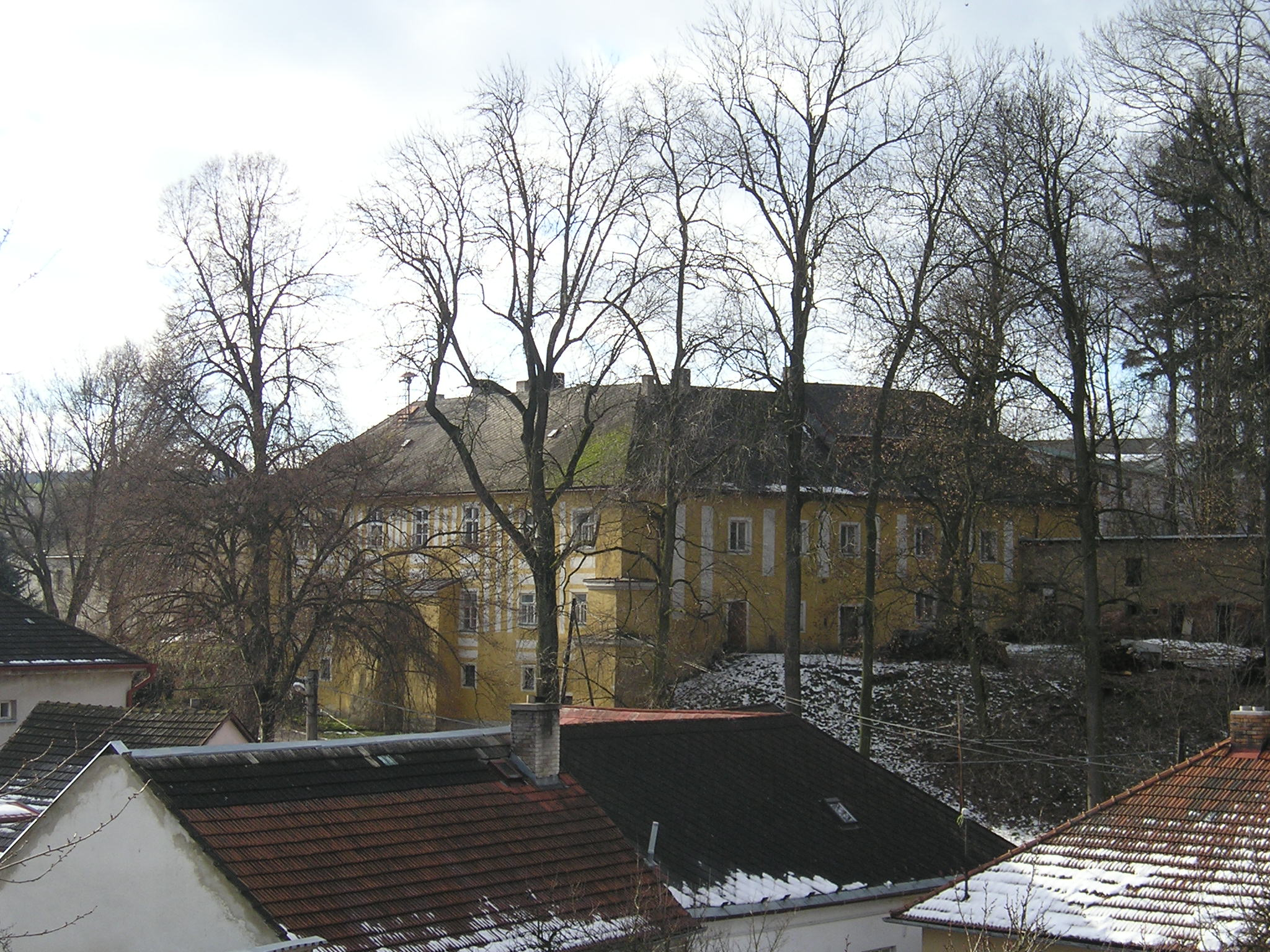
Puklický zámek

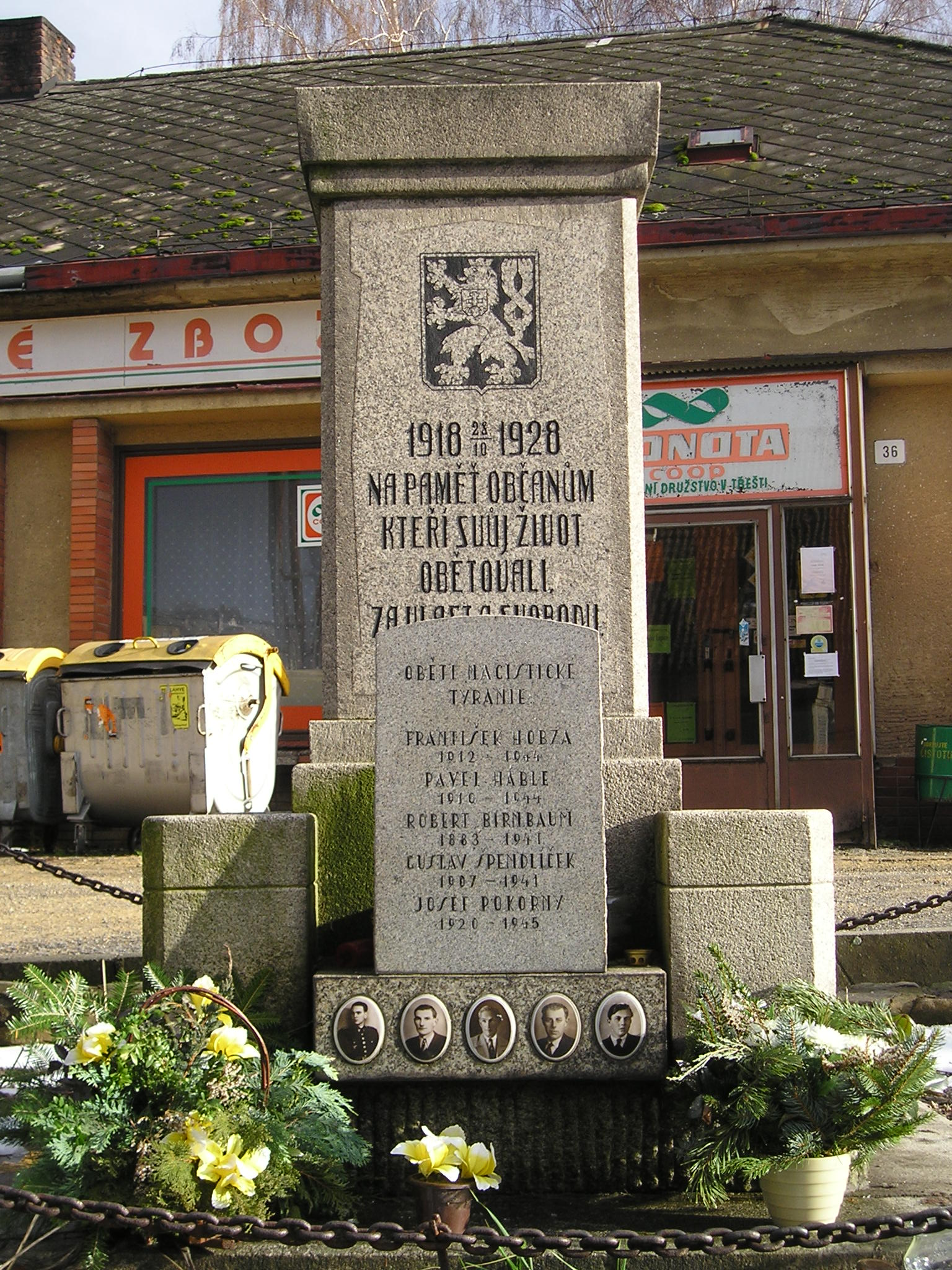
Pomník obětem světových válek

V obci se nachází několik kulturních památek ČR:
1. Zámek – Čtyřkřídlá budova, jejíž východní křídlo vzniklo renesanční přestavbou gotické tvrze. Pod tímto křídlem se nacházel rybník zavezený v šedesátých letech dvacátého století. Dle letopočtu na zazděném portálku zámku navázalo v roce 1578 na východní podsklepené křídlo nové křídlo severní, po roce 1720 jsou pak v barokním stylu dostavěna západní a jižní křídla, připojená nicméně k původním dvěma ne zcela organicky, s patrným odskokem. Na počátku 19. století pak probíhají klasicistní úpravy celé budovy, viditelné především na fasádách. Do zámku se dnes vchází jižním barokním křídlem, vnitřní zámecké nádvoří je v přízemí ze třech stran lemované arkádovým ochozem, všechna křídla budovy jsou patrová. Ze čtvercového půdorysu vystupuje na jižní straně nejstaršího křídla arkýř na mohutném pilíři.
2. Židovský hřbitov – Nachází se na kopci nad Puklicemi. Má nepravidelný tvar, je obehnán kamennou zdí vysokou cca 1,2 metru. Na zdejších náhrobcích jsou vyryté německé a hebrejské nápisy. Podle dostupných dokumentů by zde měl být kámen s letopočtem 1421, při kontrole však nebyl nalezen.
3. socha sv. Jana Nepomuckého – kulturní památka České republiky č. 15199/7-5154[21]
4. Kaplička u cesty do Studének – Kaplička stojí v zatáčce, zhruba na půli cesty z Puklic do Studének. Je šestibokého půdorysu. Uvnitř je původní cihlová dlažba, jinak zdivo je z kamenů a cihel. První zmínky o opravě této kaple jsou z roku 1728.

Další pamětihodnosti:
- Kostel Nanebevzetí Panny Marie – tato stavba vznikla přestavbou bývalé zámecké sýpky v letech 1946 - 48. Je obdélníkového půdorysu, s obdélníkovou sakristií na straně a čtyřbokou věží v průčelí. Na každé straně kostela je pět oken. Nad vchodem je kruhový reliéf Krista (od prsou nahoru). V čele věže jsou tři okna umístěná nad sebou. Na vrchu věže je jedno užší patro na němž jsou umístěny hodiny. Podstřešní římsa nese čtyřbokou střechu ve tvaru stanu zakončenou makovicí a křížem.
- Kostel sv. Petra a Pavla v Petrovicích
- Hřbitov v Petrovicích - Tento hřbitov pochází z 16. století. Rozkládá se okolo kostela, je nepravidelného půdorysu a obehnán cca 50 cm tlustou kamennou zídkou.
- Pomník obětem první a druhé světové války – Nachází se v dolní části obce před budovou současné Jednoty. Na zvýšené podezdívce je čtvercová základna se čtyřbokým soklem. Na přední straně se nachází státní znaky Československa, na stranách jsou jména obětí obou světových válek.
- Kaple ve Studénkách – Je na návsi Studének, má téměř čtvercový půdorys. Ve sníženině nad dveřmi je obdélníkový rámeček s letopočtem 1846. Na vršku střechy je malá zvonice, nad níž je kříž. Před kaplí je cca 2,5 m vysoký litinový kříž, na jehož přední straně je vytesán německý nápis a letopočet 1868.

## Galerie

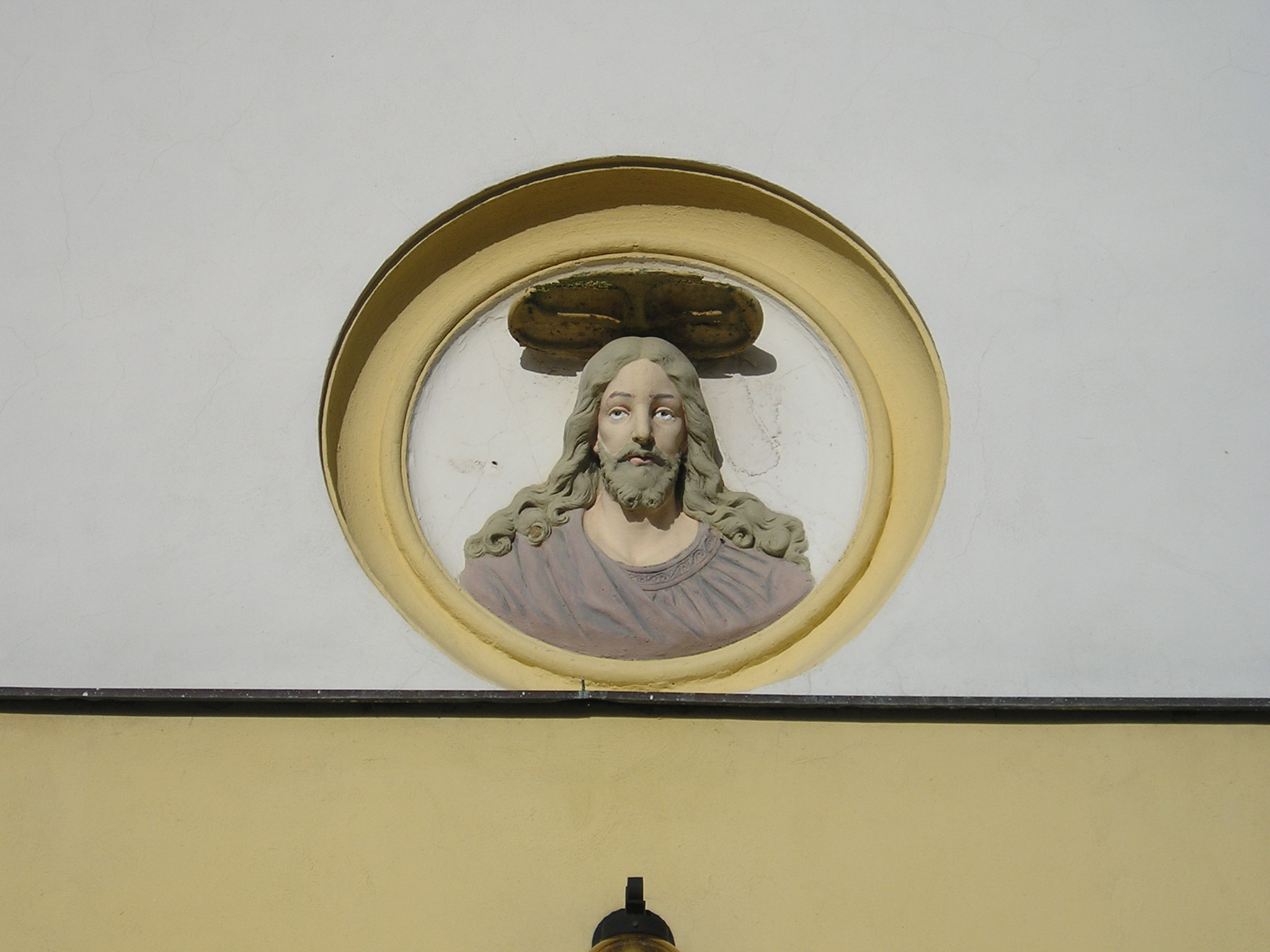
Ježíš nad vchodem kostela
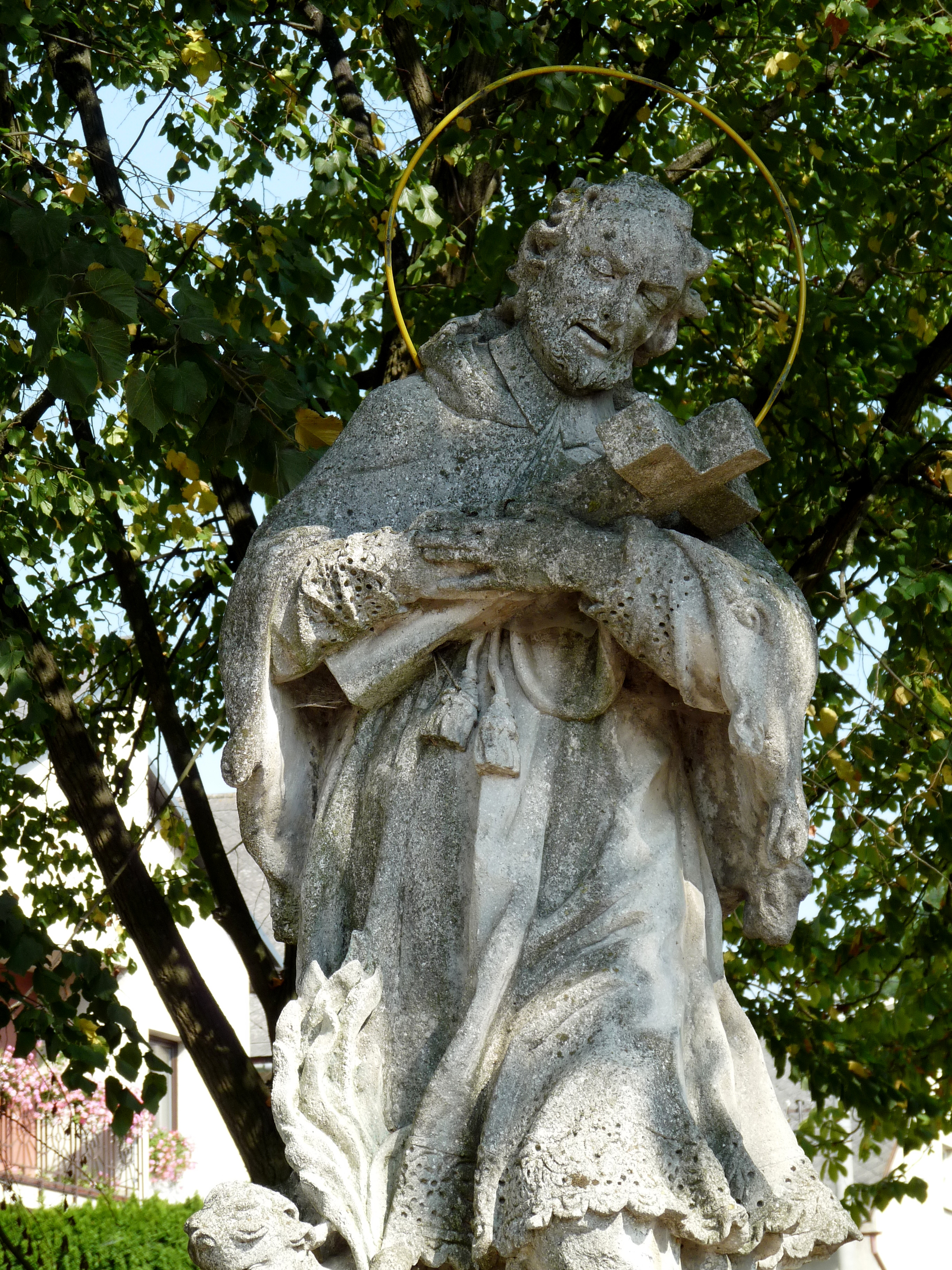
Socha sv. Jana Nepomuckého
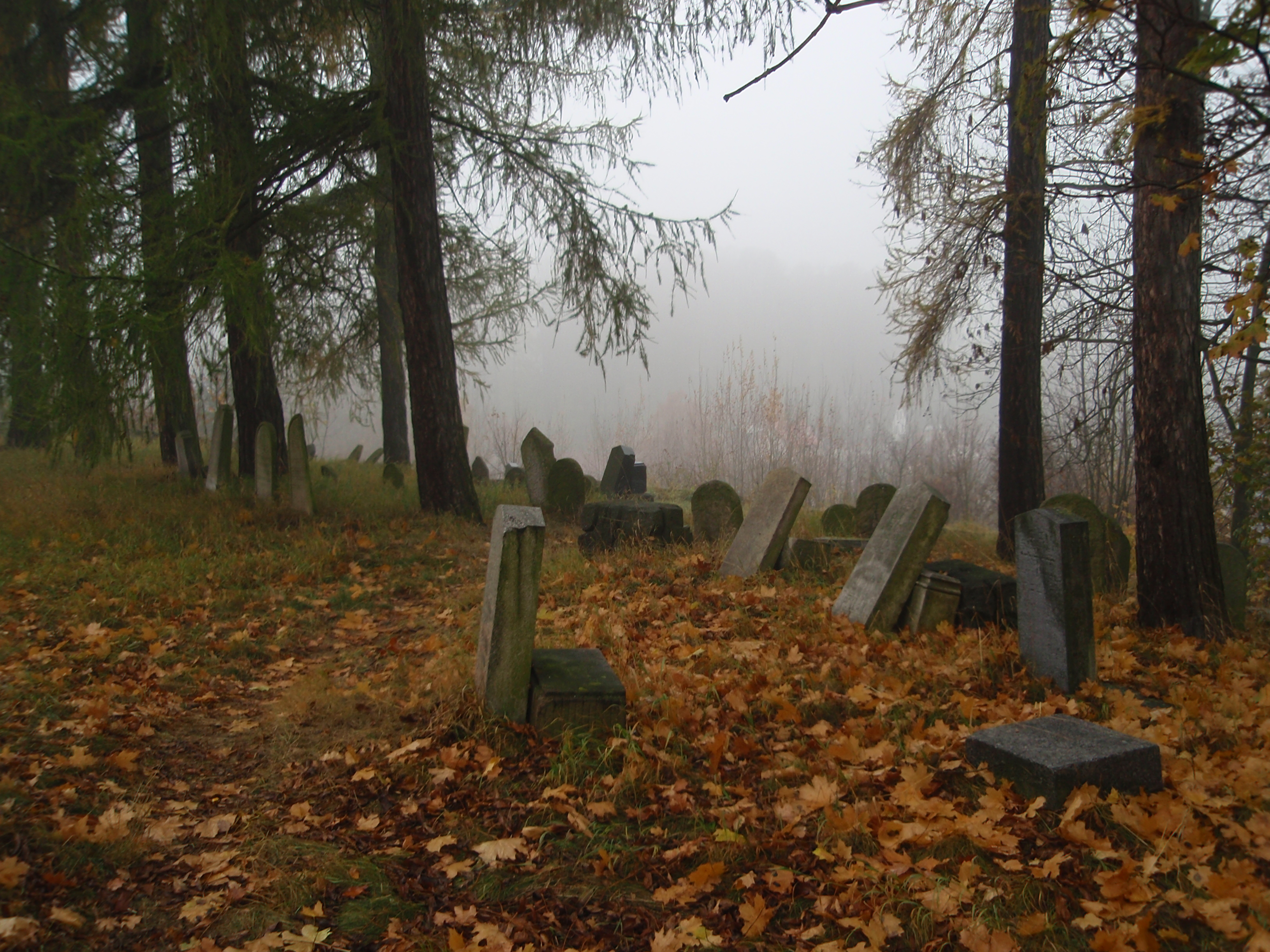
Židovský hřbitov